# Armand de Gontaut-Biron
Pour les articles homonymes, voir Biron, Charles Armand de Gontaut-Biron et Famille de Gontaut.
Armand de Gontaut, baron de Biron, dit « le Boiteux », né en 1524 et tué lors du siège d'Épernay le 9 juillet 1592, est un officier et homme d'État français du temps des guerres d'Italie et des guerres de religion, qui a obtenu la dignité de maréchal de France en 1577. Il a aussi été maire de Bordeaux (nommé par le roi) de 1577 à 1581, en même temps que délégué du roi en Guyenne, face au protestant Henri de Navarre, gouverneur en titre.
Après avoir combattu au service des rois de France de la maison de Valois jusqu'à la mort d'Henri III (1589), il se rallie à Henri de Navarre, devenu Henri IV, successeur légitime par l'hérédité, combattu jusqu'en 1598 par les membres de la Ligue catholique en raison de sa religion, le calvinisme.

## Biographie

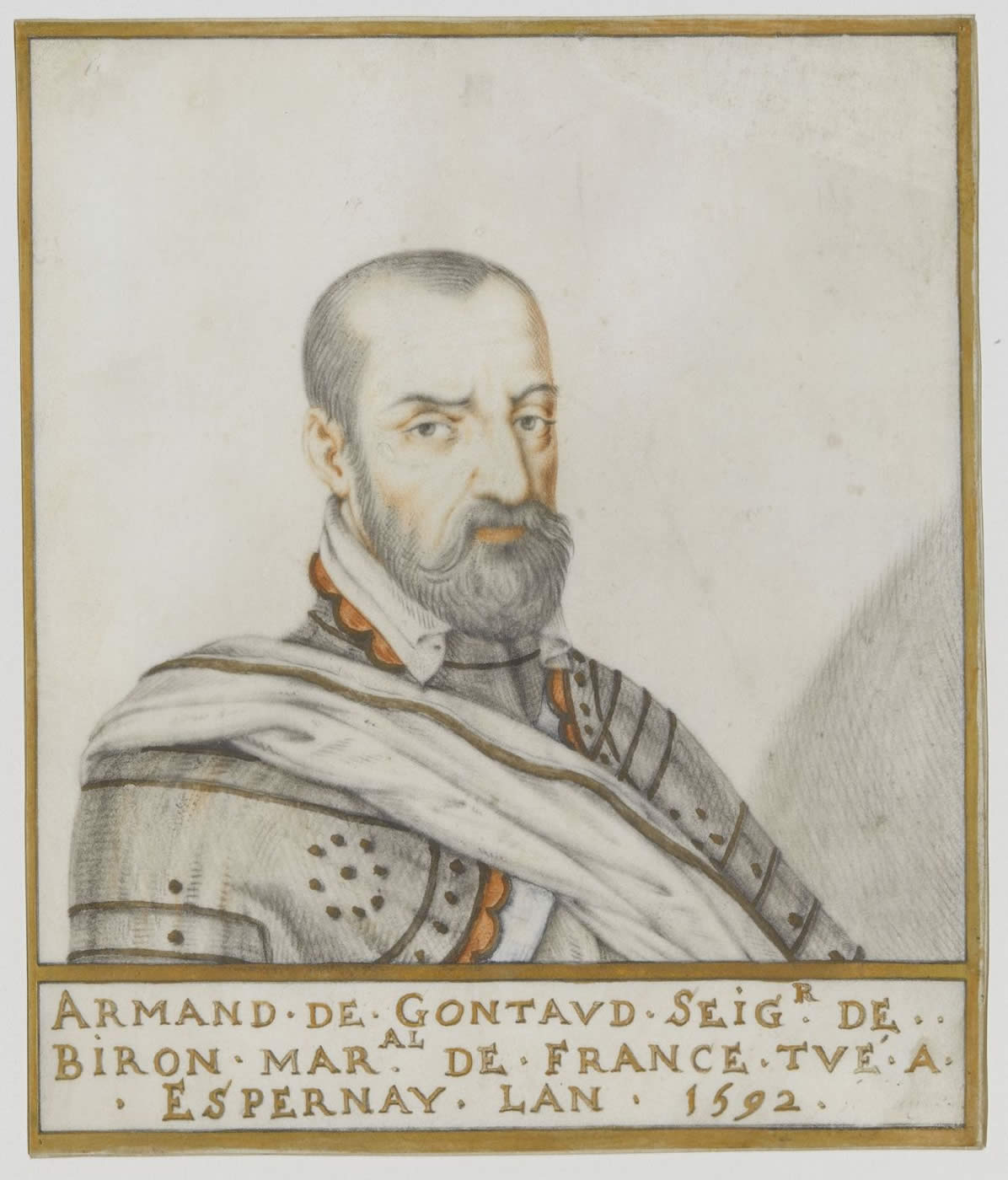
Portrait posthume d'Armand de Gontaut-Biron par Thierry Bellangé, château de Pau, XVIIe siècle.

### Origines familiales et formation
Il est issu d'une famille ancienne du Périgord, la famille de Gontaut Biron, il est le fils de Jean de Gontaut, baron de Biron, capitaine de cent hommes d'armes, gouverneur de Saint Quentin, et de Renée Anne de Bonneval, dame de Chef-Boutonne.

### Les guerres d'Italie
Il sert dès l'âge de 19 ans, d'abord dans le Piémont, sous le commandement du maréchal de Brissac, lors des dernières guerres d'Italie.

### Les premières guerres de religion
Lorsque éclate la première guerre de religion, il fait partie de l'armée royale et participe aux batailles de Dreux et de Saint-Denis. Après celle-ci, il négocie la paix de Longjumeau.
Durant la troisième guerre de religion (1568-1570), il combat à Moncontour (1569), quoique proche des huguenots[réf. nécessaire] ; il est nommé grand maître de l'artillerie, et est chargé, ainsi qu'Henri de Mesmes, de conclure avec eux la paix de Saint-Germain (8 août 1570). Cette paix est qualifiée de « boiteuse et mal assise », par allusion à la claudication de Gontaut-Biron et au nom de la seigneurie de Malassise détenue par Mesmes,.

### Après la Saint-Barthélemy (1572)
Au lendemain du massacre de la Saint-Barthélemy (24 août 1572), la ville fortement protestante de La Rochelle refuse de le recevoir ; le roi lui ordonne alors d'y établir le siège, qui commence en novembre 1572. Le 11 février 1573, le duc d'Anjou prend le commandement de l'armée royale qui compte bientôt 28 000 hommes. L'opération n'aboutit pas, et le siège est levé sans que La Rochelle ait été soumise.
Gontaut-Biron reçoit le bâton de maréchal en 1577.
Il est aussi pourvu d'un commandement en Guyenne, dont le gouverneur officiel est Henri de Navarre, chef du parti protestant, qui réside le plus souvent à Nérac. Durant cette période où ils s'affrontent à plusieurs reprises, Gontaut-Biron est maire de Bordeaux de 1577 à 1581, avant Montaigne. Il est finalement retiré de ce poste afin de faciliter les relations entre Henri III et Henri de Navarre. Il est remplacé par le maréchal de Matignon.
En 1583, il combat aux Pays-Bas à la tête d'une armée française envoyée en soutien à Guillaume d'Orange contre l'armée d'Alexandre Farnèse, gouverneur général au nom de Philippe II. Une bataille a lieu à Steenbergen, à 20 km au sud de Rotterdam, le 18 juin 1583. Cette intervention a lieu à un moment où François d'Anjou (1555-1584), frère d'Henri III, a été choisi comme souverain des Pays-Bas (à la place de Philippe II) par les États généraux des Provinces-Unies. Gontaut est blessé durant la bataille, au terme de laquelle Farnèse semble avoir eu l'avantage, mais cela n'a pas de conséquences, car il est obligé de revenir en hâte vers Dunkerque.
Il combat ensuite en Saintonge.[réf. nécessaire]
En 1585-1586, à la tête de troupes de l'armée royale, il dirige pendant plusieurs mois le siège de Marans, à la limite de l'Aunis et du Poitou, tout près de la place protestante de La Rochelle, puis à la suite de négociations menées par Henri de Navarre, le siège est levé.

### Le ralliement à Henri IV (1589)
Après les assassinats du duc de Guise ainsi que de son frère Louis en décembre 1588, qui entraînent l'insurrection générale de la Ligue contre le roi, celui-ci se réconcilie avec Henri de Navarre à Plessis-Lèz-Tours en mai 1589. Au début d'août, l'armée royale et l'armée protestante s'apprêtent à mettre le siège devant Paris, gouverné par le conseil des Seize, un organisme extrémiste issu de la Ligue catholique.
Le 2 août, Henri III est poignardé dans sa résidence de Saint-Cloud par le moine ligueur Jacques Clément et meurt dans la nuit, après avoir fait jurer à ses partisans présents de se rallier à Henri de Navarre, bien qu'il soit encore protestant.
Le lendemain, Biron est présent lors de la rencontre des royalistes avec Henri de Navarre. Certains sont disposés au ralliement immédiat. Biron propose de faire d'Henri le capitaine général de l'armée, en attendant sa conversion. Au terme de quelques heures de négociations, un texte est signé reconnaissant qu'Henri de Navarre est bien Henri IV, le nouveau roi de France. Biron est parmi les signataires de ce texte, alors que certains royalistes s'abstiennent, notamment le duc d'Épernon, qui se retire dans son gouvernement d'Angoumois.
Biron combat ensuite dans l'armée royale en guerre contre la Ligue, notamment à la bataille d'Arques (15 septembre 1589) et durant le siège de Paris (1589-1594).
Il est tué au cours du siège d'Épernay, une opération menée en Champagne, province dont le duc de Guise était gouverneur, et qui est presque entièrement acquise à la Ligue (sauf Langres, Châlons et Sainte-Menehould).

### Mariage et descendance
Il se marie le 6 août 1559 avec Jeanne, dame d'Ornezan et de Saint-Blancard, fille et héritière de Bernard, seigneur d'Ornezan, lieutenant-général des galères du roi, et de Philiberte d'Hostun qui avait été une des dames qui avaient accompagné Élisabeth d'Autriche, femme de Charles IX, à son entrée dans Paris. Jeanne d'Ornezan vivait encore au décès de l'aîné de ses fils, en 1602.
Ils ont plusieurs enfants :
- Charles de Gontaut, 1er duc de Biron (1598), pair de France, baron de Saint Blancard, amiral de France (1592), maréchal de France (1595), mort en 1602, exécuté pour trahison, ses biens furent confisqués et attribués à son frère Jean, non marié ;
- Alexandre de Gontaut Biron, baron de Saint Blancard (ca 1565 - 1583) ;
- Jean de Gontaut Biron, 2e du nom, baron de Biron après la mort de son frère en 1602, mort le 10 août 1636, marié en 1594 avec Jacqueline de Gontaut de Saint Geniès, puis en 1617 avec Marthe Françoise de Noailles, dont postérité du second mariage, par lequel il est l'arrière grand père de Charles Armand de Gontaut Biron, 2e duc de Biron, maréchal de France ;
- Armand de Gontaut Biron, seigneur de Saint Blancard, capitaine de 50 hommes d'armes des ordonnances du Roi, gentilhomme ordinaire de la chambre du Roi, marié avec Hippolyte de Lauzières de Thémines, dont postérité (Gontaut de Saint Blancard) : ils ont pour descendants Armand de Gontaut et son frère, Aimé Charles Zacharie de Gontaut Biron ;
- Philiberte de Gontaut Biron, mariée en 1575 avec Charles de Pierre-Buffière, vicomte de Comborn ;
- Charlotte de Gontaut Biron, mariée en 1577 avec Jacques Nompar de Caumont, duc de La Force, maréchal de France, dont postérité ;
- Anne de Gontaut Biron, mariée en 1591 avec Guy-Odet de Lanes, baron de La Roche-Alais ;
- Claude de Gontaut Biron, alliée en 1600 avec Charles de La Rochefoucauld, seigneur de Roye, comte de Roucy ;
- Louise de Gontaut Biron, mariée en 1605 avec Brandelis de Gironde, marquis de Montclarc en Quercy, seigneur de Loupiat[13].